# Pont Rio-Antírrio
El pont Rio-Antírrio (en grec Γέφυρα Ρίου-Αντιρρίου, Géfira Ríou-Antirríou), oficialment denominat pont Charílaos Trikupis, és un pont atirantat que connecta el Peloponès amb la Grècia continental entre les ciutats de Rio i Antírrio.

## Descripció
Amb una longitud total de 2.883 metres, l'estructura està composta d'un pont principal multireforçat amb tirants d'una longitud de 2.252 metres, envoltada per dos viaductes d'accés:
- al sud, a la banda de Rio, un viaducte amb bigues prefabricades i pretensades de 392 m de longitud

- al nord, a la banda d'Antírrio, un doble viaducte de dues bigues de 239 m de longitud.

## Els rècords mundials
Aquesta obra va tenir durant quatre mesos el rècord de la major longitud de tauler reforçat amb tirants, amb els seus 2.252 metres. Aquest rècord només el va mantenir des del 12 d'agost del 2004, data de la seva obertura a la circulació, fins al 16 de desembre del 2004, data de la posada en circulació del Viaducte de Millau, la longitud del tauler reforçat amb tirants del qual és de 2.460 metres.

Actualment és el pont amb la segona major longitud de tauler reforçat amb tirants del món.
Posseeix igualment els altres rècords següents :
- els pilars amb la major alçada submergida : 63,5 metres per al pilar M3,

- els suports de pilars més grans mai realitzats, amb un diàmetre a la base de 90 metres i una alçada que varia entre 9 a 13,5 m.,[2]

- les juntes de dilatació amb la major expansió del món (prop de 5 metres possibles).[2]

- els amortidors més grossos mai realitzats, capaços de dissipar una energia equivalent a 5 megajoules

## Un objectiu estratègic
Aquest pont connecta el Peloponès a la Grècia continental, i se situa a la intersecció de dos importants eixos d'autopistes.
- L'autopista Patres-Atenes-Tessalònica, que enllaça les tres ciutats més importants de Grècia i forma part de la xarxa europea de carreteres

- El meridià oest Kalamata-Patras-Igumenitsa

Aquest projecte s'inscriu en el marc de la realització de la xarxa Trans-Europea a l'Horitzó
de l'any 2010.
Gràcies als ports de Patras i d'Igumenitsa (cap al nord-oest), facilita així les comunicacions entre Grècia i Itàlia. I, d'ara endavant amb ell n'hi ha prou amb cinc minuts per passar a l'altra riba, contra 45 minuts en ferry.
Va ser obert a la circulació el dijous, 12 d'agost de 2004, i la seva inauguració el 8 d'agost del 2004 va ser inscrita dins de la celebració dels Jocs Olímpics d'Estiu de 2004 a Atenes.

## Els desafiaments tecnològics
Els desafiaments que calia superar eren múltiples:
- Enllaçar dues plaques tectòniques en moviment, ja que la bretxa del golf de Corint és sensible als moviments tectònics. Cadascuna de les plaques s'allunya de l'altre diversos mil·límetres anualment. El Peloponès s'allunya així irremeiablement de la Grècia continental.

- Salvar una alçada d'aigua que arriba als 65 metres en el punt més profund, és a dir que les tècniques emprades s'assemblen més a tècniques pròpies de l'àmbit de les plataformes petrolieres que a les de la construcció clàssica de ponts

- Recolzar-se en fons marins de qualitat mediocre; el substrat rocós és a més de 700 metres de profunditat

- Resistir a vents violents : la velocitat de referència tinguda en compte segons els British Standards és de 32 m/s. Correspon, a nivell del tauler, a una velocitat mitjana de 50 m/s (o sigui, 180 km/h) en 10 minuts.

- Resistir a un sisme de força 7 de magnitud en l'escala de Richter. L'últim sisme important ha tingut lloc el 15 de juny de 1995 a una trentena de quilòmetres de l'indret amb una magnitud de 6,3.

## Història

### La gènesi del projecte
- 1880, el president del Consell Kharílaos Trikupis, és dels primers a imaginar un vincle en aquest indret, en el moment de l'obertura del canal de Corint. Té la visió d'un pont que salvi els 3 km d'amplada que hi ha en aquella zona del golf de Corint. El projecte és discutit al Parlament, però els problemes tècnics menen a l'abandó del projecte.

- 1987, un primer projecte basat en l'estudi tecnològic del projecte d'un pont-viaducte que travessés el Canal de la Mànega, com a competidor de l'eurotúnel és presentat una primera vegada, sense èxit.

### Una consulta internacional
- 1991: es convoca una licitació per a la construcció del pont de Rio-Antírrio.

- 3 gener de 1996, la societat Gefyra (filial del grup Vinci), guanya la licitació internacional d'ofertes, amb un contracte de concessió de 42 anys per a la construcció, el finançament, l'explotació i el manteniment del pont de Rion-Antírrion.

- 1997 s'acorda el finançament i l'entrada en vigor del projecte.

### 1997-1998 Estudis, expropiacions, lloc d'instal·lació
- 1997, començament dels primers estudis continus de modelització.

- 19 de juliol de 1998, el primer ministre Kostas Simitis posa la primera pedra de l'estructura.

### 1999-2004 Els treballs
- 1999, Construcció del dic sec a Antírrio
- 2000, Dragatge de l'emplaçament del pilar M3 i construcció amb formigó de la base
- 2001, Construcció dels pilars
- 2002, Construcció i elevació de les potes del pilar M3
- 2003, es prossegueix amb la construcció dels pilars, es comença a cablejar el tauler a partir de l'M3
- 14 d'agost del 2003, Sisme de magnitud 6 durant els treballs de construcció. No hi ha danys.
- 8 d'agost del 2004, Inauguració i pas de la flama olímpica.
- 16 d'agost del 2004, Obertura a la circulació.

## El contracte de concessió[2]

### Els socis
L'entramat jurídic i financer del projecte és el clàssic utilitzat per a la construcció d'una autopista, o sigui el de la concessió, amb, com per a certes autopistes, una forta subvenció pública per equilibrar el pressupost.
Es va signar, doncs, un contracte de concessió entre l'Estat grec i la societat concessionària encarregada de l'obra (Geyfire SA), una societat, creada especialment per a aquesta obra, constituïda pels següents socis: el grup de BTP francès Vinci amb el 53% del capital, i sis empreses gregues per al 47% restant.
El concessionari signà llavors un contracte de concepció-realització amb una societat ad hoc composta pels mateixos socis.

### Els actors
L'obra va ser dissenyada per l'arquitecte Berdj Mikaëlian, autor de nombrosos altres ponts.
Els estudis de modelització dels pilars i els estudis dels obencs van ser confiats al Laboratori central dels ponts i camins, l'òrgan central de la recerca pública francesa.
Els controls tècnics van ser confiats a dues societats : 
- El control dels estudis va anar a càrrec del Disseny Checker (la societat canadenca Buckland and Taylor)
- La supervisió dels treballs va ser assegurada pel Supervisor (la societat britànica Faber Maunsell)

### El finançament
El cost global del projecte ascendí a 772 milions d'euros.
Va ser finançat de la següent manera:
- Aportació de capital de 69 milions d'euros
- Subvenció pública de 335 milions d'euros
- Préstec bancari (BEI) de 362 milions d'euros
- Productes financers : 6 milions d'euros.

L'aportació de l'Estat grec va ser així considerable, tot mostrant la seva voluntat de realització del projecte. Malgrat aquest recurs, el Banc Europeu d'Inversions no estava disposat de manera inicial a invertir en el projecte. Només va participar amb la condició de no prendre cap risc vinculat al projecte. Va caldre, doncs, establir una garantia, que va ser objecte de llargues negociacions, proveïda per un grup de bancs comercials, encapçalats pel Bank of America i el Bank of Tokyo Mitsubishi.

Elevació de l'obra

## Els fonaments

### Les restriccions mediambientals
Tres esdeveniments d'importància major havien de ser tinguts en compte pels dissenyadors :
- El xoc d'un petrolier de 180.000 tones contra un pilar, a una velocitat de 16 nusos (8,2 m/s o 30 km/h). Les primeres restriccions són doncs la d'un esforç horitzontal de 480 MN (milions de newtons) a 70 metres sobre el nivell de la fonamentació, el que correspon a un esforç horitzontal de la mateixa intensitat a nivell de la base, aparellat amb un moviment d'inversió de 34.000 MN.m.[3]

- Un esdeveniment sísmic de magnitud 7 sobre l'escala de Richter, que correspon a un esdeveniment de període de retorn de 2000 anys, situat a 8,5 km de l'indret. La restricció a tenir en compte és aquí una acceleració màxima del sòl de 0,5 g amb una punta d'acceleració d'1.2g entre 0.2 s i 1.1 s.[3]

- Un moviment tectònic. La península s'allunya del continent de l'ordre de 8 mm/any. L'última restricció a tenir en compte és doncs la possibilitat que ocorri un desplaçament tectònic diferencial de 2 m en qualsevol direcció i entre dos pilars adjacents[3]

### La restricció dels sòls inestables
Esquemàticament, es pot dir que hi ha dues maneres de construir un pont: o bé amb fonaments profunds ancorats al subsòl rocós, o bé amb fonaments superficials que descansen sobre el fons.
La fossa del golf de Corint és plena de sòls inestables (argila, llim, sorres fines) i la roca, la profunditat de la qual és estimada a més de 500 metres, és inaccessible. Així doncs, calia descartar la construcció amb fonaments profunds.
La hipòtesi de pilons enterrats va ser igualment estudiada, però aquests presentaven dificultats de posada en marxa basant-se en la presència d'una capa de grava a la superfície del sòl que podia crear dificultats de penetració del piló.
Finalment, els fonaments superficials no eren gaire més factibles a conseqüència de la feble capacitat de sustentació dels sòls del fons marí i de l'elevada subsidència que això hauria comportat. A més a més sota l'efecte de fortes pressions, certes sorres poden entrar en liqüefacció, és a dir de passar de l'estat de grans sòlids a l'estat plàstic, fins i tot líquid. Era doncs necessari reforçar-les.

### La solució adoptada
Va semblar, nogensmenys, que la solució residia en la construcció de fonaments superficials, acompanyats d'una millora de les característiques mecàniques dels sòls, per assegurar un comportament sísmic satisfactori dels fonaments i limitar la subsidència a valors acceptables per a la superestructura
La solució adoptada va ser finalment la d'assentar cadascun dels quatre enormes pilars en un conjunt de 200 inclusions rígides clavades en el sòl inestable. Aquestes inclusions són constituïdes per 200 tubs d'acer buit de dos metres de diàmetre i de 25 a 30 metres de longitud. Aquests tubs són recoberts amb una catifa de grava de 2.75 metres de gruix, capaç de suportar les bases dels pilars de 90 metres de diàmetre i 13 metres d'alçada
Les piles no estan lligades als tubs de reforç del sòl, car en cas de fort sisme, tota l'estructura hauria pogut bolcar. La catifa de grava fa la funció de fusible o de coixí; la base pot lliscar al damunt horitzontalment. Serveix també per repartir els esforços i prevenir els efectes de la succió. En cas de sisme o de moviments del fons, la seva plasticitat i la seva elasticitat asseguren una absorció dels moviments i un ajust de la gravetat.

### La modelització dels fonaments[3]
Una solució així no havia estat mai adoptada; va caldre establir noves eines de dimensionament i una validació aprofundida.
Es va dur a terme un procés en tres etapes:
- El desenvolupament d'eines de dimensionament específiques basades en la teoria del càlcul de la ruptura (Salençon, 1983) per avaluar la capacitat última del sistema de fundació i definir la disposició de les inclusions : longitud i espaiament (Pecker i Salençon, 1999)
- Comprovació experimental de les eines de concepció per proves sobre el model reduït en centrifugadora (Pecker i Garnier, 1999),[4]
- Comprovació de l'esquema final per anàlisis no lineals en elements acabats, en 2 o 3 dimensions.

Les tres proves van donar resultats similars amb una diferència de ±15% l'una de l'altre, la qual cosa va contribuir a reafirmar la validesa del principi de fonamentació i les anàlisis efectuades.

### Construcció de les inclusions
El dragatge del fons del mar, la batuda de les inclusions, la col·locació i l'anivellament de la capa de grava, per profunditats d'aigua que atenyen 65 m, van requerir un equip i procediments especials.
Una gavarra de peus tensats, concepte conegut per a les plataformes extraterritorials, va ser utilitzada per primera vegada per a un equip mòbil. L'estabilitat és assegurada per l'ancoratge vertical en tensió de pesades lloses col·locades al fons de mar. La tensió en aquestes línies d'ancoratge verticals és ajustada per conferir l'estabilitat requerida a la barcassa enfront de la mar de fons i dels corrents així com de les càrregues manipulades per la grua fixada sobre el pont. Augmentant la tracció en les línies d'ancoratge, la flotabilitat de la barcassa permet l'aixecament de les lloses i el seu desplaçament a una nova posició.

## Els pilars

### Estructura
Els pilars descansen a aproximadament 60 metres de profunditat. La base dels pilars se situa entre 25 i 45 metres (per als dos pilars centrals) sobre el nivell del mar, i deixen un espai de navegació de 52 metres enmig de l'estret. Els pilars s'eleven fins a 115 metres i culminen en una alçada màxima de 160 metres sobre el nivell del mar.
La part superior del pilar és una piràmide invertida, amb una alçada d'aproximadament 15 metres i una base quadrada de 38 metres de costat. Cada pilar es compon de quatre potes inclinades, fetes de formigó armant, amb una secció de 4 metres per 4, que convergeixen al cap de pilar per formar una estructura monolítica.
Les bases dels quatre pilars de formigó són circulars, de 90 metres de diàmetre, i pesen 150.000 tones cadascuna.

### Construcció

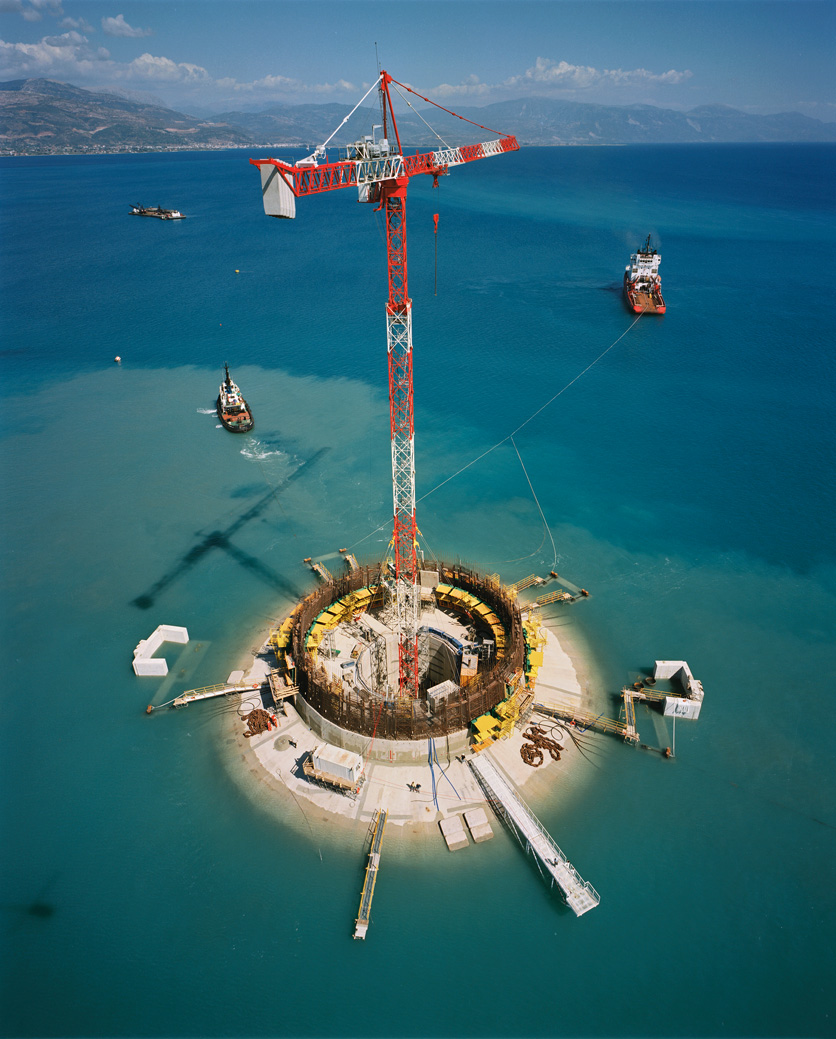
Remolc d'un pilar

El mètode de construcció utilitzada és inspirat en els utilitzats per a la construcció d'estructures extraterritorials de gravetat:
- construcció de les bases dels fonaments en un dic sec fins a una alçada de 18 m per proveir la flotabilitat suficient;
- remolc i amarrament d'aquestes bases en una falca en aigua;
- construcció de la part cònica dels fonaments, fins a 65 m d'alçada, a la falca en aigua;
- remolc i immersió dels fonaments en la seva posició final.

Aquesta operació d'alta precisió tecnològica va ser efectuada per l'empresa holandesa Smit, especialista en el remolc de les plataformes en alta mar.

## Els obencs
Els obencs són disposats en forma de ventall
Són afermats sobre els costats del tauler per tirants d'una banda i al capdavant del pilar d'altra banda. Estan compostos de cables trenats paral·lels galvanitzats. L'obenc més gruixut té setanta cables trenats amb un diàmetre de 15 mil·límetres.
La fabricació i la col·locació dels 368 obencs (4500 t) va ser confiada a l'empresa Freyssinet.
Els controls de la fatiga dels cables dels obencs van ser realitzats pel Laboratori central dels ponts i camins (París).
La resposta del pont als efectes del vent ha estat estudiada, igualment sobre models reduïts, al túnel del vent de Nantes del CSTB.

## El tauler

### Estructura
L'estructura del tauler és una estructura composta mixta acer-formigó armat. Comprèn dues bigues longitudinals de 2,2 metres d'alçària a cada costat i bigues transversals espaiades cada 4 metres. La llosa superior està formada per plafons prefabricats de formigó armat.
El tauler de 27,2 m d'ample està equipat amb un sistema de gats (peça obliqua que uneix el tauler als pilars), situat a nivell dels pilars, que assegura la tensió transversal en condicions normals i vent extrem (amortiment de les vibracions). En cas de sisme excepcional, aquestes crosses metàl·liques cedeixen alliberant el tauler, que es transforma així en un balancí gegant simplement suspès pels seus 368 obencs.

### Els amortidors gegants
Els moviments d'oscil·lació són llavors limitats per mitjà d'amortidors gegants (4 per pilar) que permeten un moviment de 3 m d'amplitud i són capaços de dissipar una energia de fins a 5 megajoules.

## Fotos del pont

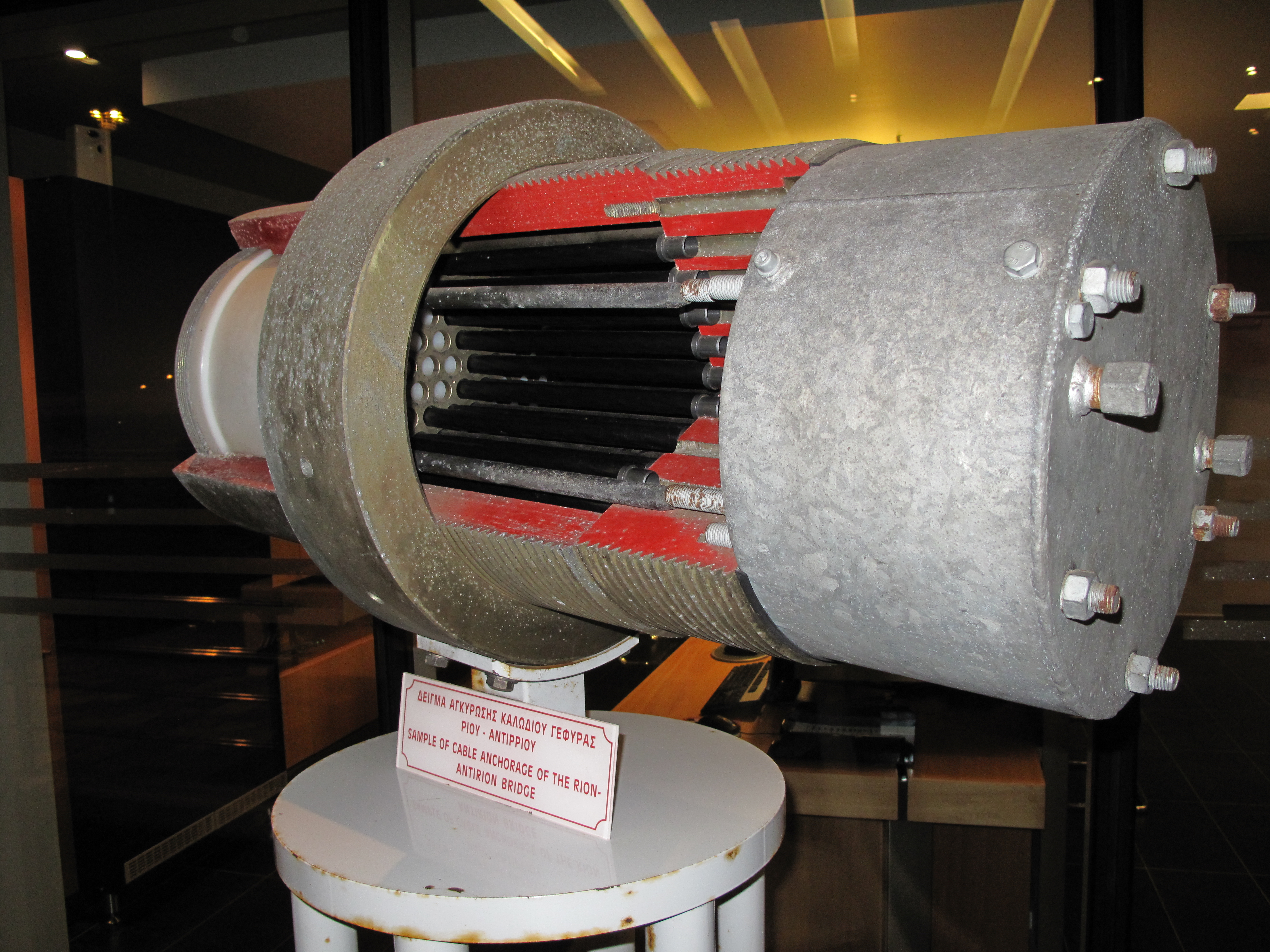
Exemple d'ancoratge del cable al museu del pont d'Antírrio.